# 寝屋川市立木田小学校
寝屋川市立木田小学校（ねやがわしりつ きだしょうがっこう）は、大阪府寝屋川市木田元宮一丁目にある公立小学校。

## 沿革
地域が宅地化したことによる児童数の急増に伴い、1969年（昭和44年）に寝屋川市立南小学校より分離開校した。その後寝屋川市立中木田小学校・寝屋川市立楠根小学校の2校が当校から分離開校しているが、中木田小学校は後年に再統合している。
- 1969年4月1日 - 寝屋川市立木田小学校として開校。
- 1969年5月25日 - 現在地に移転。この日を創立記念日とする。
- 1970年9月18日 - 校歌制定。
- 1972年4月1日 - 養護学級設置。
- 1973年4月1日 - 寝屋川市立中木田小学校を分離。
- 1974年4月1日 - 養護学級を寝屋川市立神田小学校に分離。
- 1976年4月1日 - 寝屋川市立楠根小学校を分離。
- 1984年4月1日 - 寝屋川市立中木田小学校を統合。同時に従来の校区の一部を、南小学校校区へ分離編入。

## 通学区域
- 寝屋川市 出雲町、萱島東一丁目（一部）、萱島桜園町、木田町、木田元宮一丁目・二丁目、下木田町（一部を除く）、昭栄町、中木田町。
卒業生は基本的に寝屋川市立中木田中学校に進学する。

## 交通
- 京阪本線 萱島駅より徒歩25分